# Helodus
L'elodo (gen. Helodus) è un pesce cartilagineo estinto, vissuto nel Carbonifero superiore (circa 300 milioni di anni fa). I suoi resti fossili sono stati ritrovati in Inghilterra, ed è ritenuto essere un possibile parente delle attuali chimere.

## Descrizione
Lungo circa 40 centimetri, questo animale possedeva un corpo piuttosto allungato, così come la coda. Il cranio era piuttosto corto, armato di una dozzina di file di denti ottusi, posizionati su ogni lato della mascella. Nella parte anteriore delle fauci erano inoltre presenti denti dotati di due punte, noti come denti sinfisali. Le branchie di Helodus erano protetti da un opercolo, come nei pesci ossei. Le pinne pettorali erano molto grandi, mentre le altre pinne erano più ridotte. Di fronte alla prima pinna dorsale era presente una corta spina. Il corpo di Helodus era completamente ricoperto da denticoli dermici, ma l'animale era privo di claspers frontali o prepelvici.

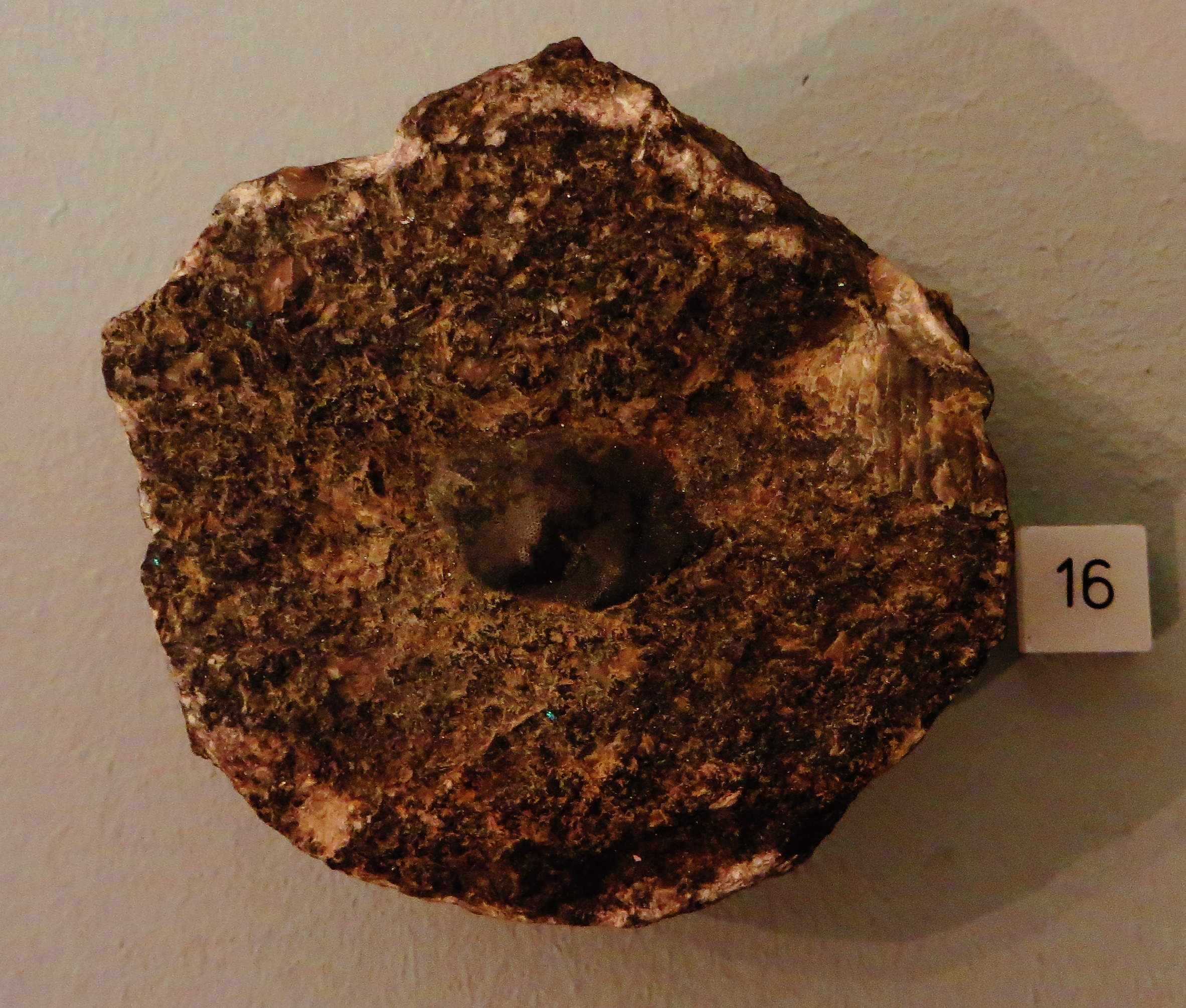
Fossile di dente di Helodus turgidus

## Classificazione
L'elodo è il genere più noto della famiglia degli elodontidi (Helodontidae), una famiglia di pesci cartilaginei appartenenti al gruppo dei bradiodonti (Bradyodonta), che da molti studiosi sono ritenuti possibili parenti estinti delle attuali chimere. La specie più nota di Helodus è Helodus simplex. I primi fossili di elodo (alcuni denti isolati) furono descritti nell' '800 dal famoso paleontologo svizzero Louis Agassiz.

## Stile di vita
L'elodo, con tutta probabilità, era un animale di fondale (bentonico), che si cibava di animali muniti di conchiglia o di carapace. I denti anteriori appuntiti servivano a staccare le prede dal fondo o dalle rocce, mentre i denti piatti posti nella parte posteriore delle mascelle trituravano il guscio, in un modo molto simile agli odierni squali di Port Jackson (Heterodontus portusjacksoni).